# ممبة خضراء شرقية
الممبة الخضراء أو الممبة الخضراء الشرقية (Dendroaspis angusticeps) هي أفعى شجرية سامة تتواجد في قارة إفريقيا في الجانب الشرقي من إفريقيا الجنوبية. الممبة الخضراء الشرقية هي أصغر أفراد فصيلة الممبة بمتوسط طول 1.8 متر مع تواجد عينات تصل إلى 3.7 متر، تم العثور عليها في الغابات خصوصا بالقرب من الساحل الإفريقي الذي يمتد من منطقة الكاب الشرقية في جنوب إفريقيا وموزمبيق، وتنزانيا وجنوب شرق كينيا، والدول الداخلية بقدر مالاوي ووجنوب شرق زيمبابوي.

## المظهر
الممبة الخضراء في مظهرها العام ذا لون لامع وهو الأخضر الساطع، الممبة الخضراء هي ثعابين مرهفة، مع رأس متميز وطويل، وذيل رقيق.

## السلوك

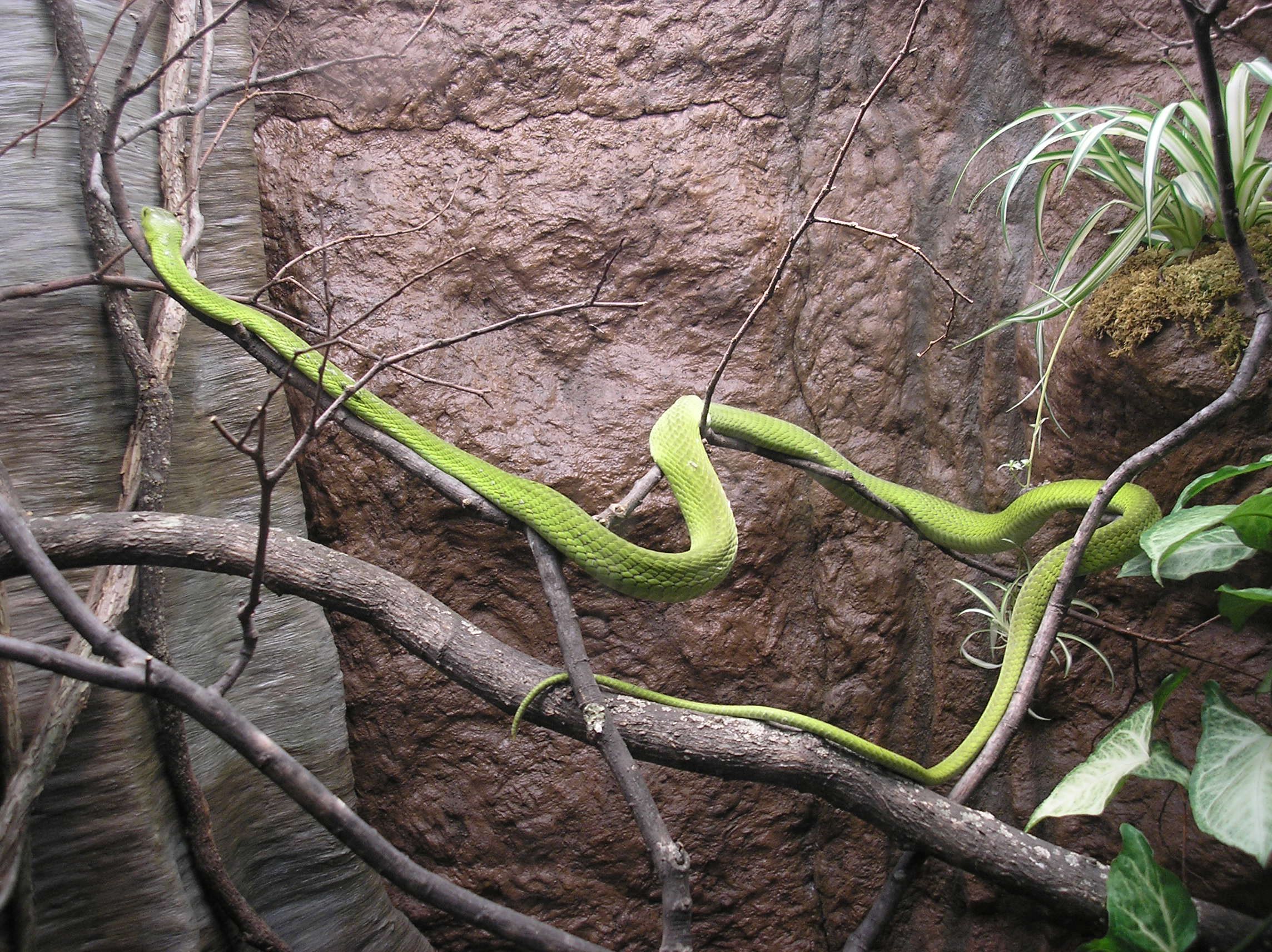
ممبة خضراء تتسلق الأشجار

الممبة الخضراء هي ثعبان شجرية عادة ولا تنزل إلى الأرض إلا للغذاء، الممبة الخضراء هي ثعابين نهارية عكس الممبة السوداء والتي هي ليلية، والممبة الخضراء تتجنب البشر قدر الإمكان عكس الممبة السوداء التي هي عدائية ومع ذلك، فإن استمرار الاستفزازات بالنسبة للممبة الخضراء يؤدي إلى لدغة مؤلمة.
الممبة الخضراء تصنع منازلها بالقرب من الأشجار، وغالباً ما تجدها في الغابات دائمة الخضرة بالقرب من المناطق الساحلية، أو السافانا الرطبة. ومن المعروف أيضاً أنها تستوطن أشجار الخيزران ومزارع المانجو التي تكون موئلا مناسبا للممبة الخضراء.
حميتها الغذائية في المقام الأول هي الطيور وبيض الطيور والثدييات الصغيرة. وقد تأكل الممبة الزواحف أحياناً، مثل الحربايات.

### التكاثر
الممبة الخضراء الشرقية تتزواج بطريقة مختلفة عن طريقة التزواج لدى الممبة السوداء فهي تتقاتل فيما بينها على طريقة مماثلة لطريقة الكوبرا الملكية للدفاع عن حقوق التزاوج، وتشمل الدفع واللف على الآخر والتي تستمر لساعات، وعادة لاتسجل العض أثناء القتال ويسمى ذلك القتال الشريف.
تضع الأنثى ما بين 6-17 في فصل الصيف، وتوضع عادة في شجرة جوفاء بين نباتات المتحللة.عند الولادة يبلغ طولها 35-46 سم.

## السم
الممبة الخضراء هي أفاعي سامة، فهي تحتوي على سمين هما: كالسيكليدين (calcicludine) وديندروتوكسين (dendrotoxin) وغيرها من السموم العصبية، سم الممبة الخضراء مماثل لسم الممبة السوداء الشهير ولكنه ذو كمية ضخ أقل منه نسبياً، ويرجع ذلك لصغر حجم الأفعى. على الرغم من هذا، في حال حدوث لدغة من هذه الأفعى يجب محاولة منع السم من الوصول إلى الدم لكي لا يتجلط وإذا حدث ذلك يتطلب الذهاب إلى المستشفى فوراً.